# ラブ・キャンプ7
『ラブ・キャンプ7』（原題：Love Camp 7）は、1969年公開のアメリカの女囚ナチスプロイテーションB級映画である。
ウェス・ビショップとボブ・クレス（サディスティックな収容所所長役も兼任）が脚本を執筆し、リー・フロスト（R・L・フロスト名義で）が監督を務めた。

## あらすじ
ユダヤ人科学者のマーサ・グロスマンから情報を得るために（可能であれば救出も視野に入れつつ）、2人のアメリカ婦人陸軍部隊（WAC）将校がナチスの強制収容所へ潜入することを志願する。そこでは収容された女性たちが、ドイツ軍将校の性奴隷として、屈辱的な扱いや、拷問、レイプを受けていた。
マーサ・グロスマンが独房に収容されていることを知った2人は、彼女に接触するために1人が処罰されるよう仕向ける。その結果、ハーマン中尉が裸にされ、手首を吊るされることになる。しかし、マーサが自分の体を使ってハーマンの解放に寄与し、3人での脱出を試みる。
彼女たちの脱出計画は、戦闘を以ってクライマックスを迎える。

## キャスト
- リンダ・ハーマン - マリア・リース

WAC中尉
- グレース・フリーマン - キャシー・ウィリアムズ

WAC中尉
- 収容所所長 - ボブ・クレス
- フィル・ポス
- ロバート・カレイ - ジョン・アルダーマン

大尉
- 金髪の囚人 - キャロリン・アップルビー
- マックス・ケンプ - デイヴ・フリードマン

大佐
- クラウス・ミュラー - ブルース・キンボール

軍曹
- カール・ミュラー - ロッド・ウィルマス

大佐
- エリック・フォン・ハマー - ロジャー・スティール

元帥
- ナターシャ・スティール
- パトリシア・ロディ
- タクシー運転手 - リー・フロスト (クレジットなし)

## 評価
1970年代に、『女体拷問鬼看守パム』（1971年）や『残虐全裸女収容所』（1972年）など、パム・グリアを有名にした作品のジャンルでもある、刑務所に入れられた女性を描いたエクスプロイテーション映画（いわゆる女囚映画）の流行が始まったことで、その元祖ともいえる『ラブ・キャンプ7』がカルト的な人気を誇るようになった。この作品は、デイヴィッド・F・フリードマンが製作に関与し、ダイアン・ソーンがタイトルロールのイルザをその続編も含めて演じ続けた『イルザ ナチ女収容所 悪魔の生体実験』（1974年）や、イタリア映画『ナチ(秘)女収容所/ゲシュタポ・ハーレム』（1977年）、『ゲシュタポ卍収容所』（1977年、ダニエラ・レヴィの商業作品デビュー作）などのように強制収容所を描く映画であるナチスプロイテーションというジャンルにおける最初の作品でもある。
2002年、全英映像等級審査機構からビデオ制限区分認定を拒否され、ニュージーランド映画・文学分類局からも同様に拒否された。2020年にストリーミング配信のための認定申請書を提出した際も、BBFCは本作に対する申請の却下を支持した。オーストラリアでは当初上映禁止となっていたが、その後何度か修正を加えてR18+バージョンで上映された。そして、2005年にようやくノーカット版での上映に許可が下りた。